# Якобсон, Янис Янович
Янис Янович Якобсон (род. 16 мая 1953 года) — советский и российский актёр театра и кино, заслуженный артист России (2007).

## Биография
Родился 16 мая 1953 года в Москве.
Окончил Государственное училище циркового и эстрадного искусства.
Работал в Рижском ТЮЗе и Московском Новом драматическом театре.
С 1988 по 2012 годы — актер Московского театра им. Гоголя.
В настоящее время — актёр Московского театрального центра «Вишнёвый сад».

## Театральные работы
- Профессор — В. М. Шукшин «А поутру они проснулись» (реж. Василий Мищенко);
- Чуб — Н. В. Гоголь «Ночь перед Рождеством» (реж. С.Яшин);
- Караулов — Василий Шкваркин «Чужой ребенок» (реж. Александр Бордуков);
- Жорж — Франсуаза Дорен «Утомленная счастьем» (реж. Сергей Яшин);
- Василий Иванович (помощник Василькова) — А. Н. Островский «Бешеные деньги» (реж. С.Яшин);
- Фердинанд Бревен — Луи Вернейль «Женщин похищать опасно» (реж. Алексей Говорухо);
- Старый истопник — М. Горький «Последние» (реж. С.Яшин).

## Фильмография
1. 1972 — Большая перемена — сосед Нелли по парте
2. 1973 — Великие голодранцы
3. 1973 — Горя бояться — счастья не видать
4. 1975 — Дерсу Узала
5. 1976 — Театр неизвестного актера — Митя
6. 1982 — Красные колокола, фильм первый – Мексика в огне
7. 1986 — Михайло Ломоносов — Митя
8. 2007 — Гражданин начальник-3 — Карлсон
9. 2009 — Исаев — отец Иоанн